# Майкопська серія
Майко́пська се́рія — регіональний стратиграфічний елемент, загальна назва для порід олігоцен-нижньоміоценового віку, які поширені на великій території, від західного Причорномор'я до східного Передкавказзя.
Вперше виділена і описана М. І. Андрусовим у Криму.
Складена піскувато-глинистими породами, переважно не вапнистими, потужністю від кількох десятків до 4000 м.
Як правило залягає зі стратиграфічною перервою на різновікових утвореннях, від метаморфічних сланців і гнейсів протерозойського фундаменту Східноєвропейської платформи до мергелів середнього еоцену.
Величина ерозійного врізу змінюється від перших метрів до 2 км.
Породи майкопської серії є нафтоматеринськими.